# Halidon Hill-i csata
A Halidon Hill-i csatát 1333. július 19-én vívta meg az angol és a skót sereg. A csatát az angolok nyerték. Az íjászokra és a gyalogosan harcoló nehézlovasokra épülő angol védekező taktika annyira sikeres volt, hogy később, a százéves háborúban is bevetették.

## Előzmények
Az angol-skót háborúskodást lezáró 1328-as northamptoni megállapodás értelmében I. Róbert skót király kiskorú fia, David Bruce feleségül vette III. Eduárd angol király testvérét, Joan Plantagenetet és a skótok politikai autonómiát kaptak. A következő évben Róbert meghalt, fia ekkor mindössze ötéves volt. 1331-ben II. Dávidként megkoronázták. A régensi feladatokat James Douglas és Thomas Randolph töltötte be, de mindketten hamar meghaltak.
János skót király fia, Edward Balliol szintén igényt tartott a koronára, és angol segítséggel betört Skóciába. 1332. augusztus 10-11-én a Dupplin Moor-i ütközetben megverte a királyi sereget, és támogatói skót királlyá koronázták. Uralkodása azonban rövid ideig tartott, mivel apja népszerűtlen volt, így csak kevesen támogatták Skóciában. Decemberben az Archibald Douglas által vezetett sereg rajtaütött Edward Balliol csapatain, és a trónkövetelőnek Angliába kellett menekülnie.
Balliol 1333-ban rábeszélte Eduárdot, hogy avatkozzon be közvetlenül az ügybe. Trónra juttatásáért délkelet-skóciai megyéket ajánlott fel az uralkodónak. Edurád semmisnek nyilvánított a northamptoni megállapodást, és Newcastle upon Tyne-nál sereget gyűjtött. 
Tavasszal Balliol Berwick ellen indul. A sereg március 10-én Roxburghshire-nél lépte át a határt, majd megkezdte Berwick ostromát.

## Skót akciók
Május 1-jén megérkezett Berwickhez Eduárd, de a védők kitartottak. A fiatal király utasítást adott, hogy a katonák fosszák ki és égessék fel a környéket. Alexander Seton, Berwick védője rövid fegyvernyugvást ajánlott Eduárdnak, azt ígérve, hogy átadja a várost, ha nem mentik fel július 11-éig. Biztosítékként egytucatnyi túszt adott át, köztük fiát, Thomas Setont. A skót sereg a határidőig nem érkezett meg. Helyette Archibald Douglas július 11-én betört Angliába, hogy elvonja a király seregeit. A skótok az angolok szeme láttára megsemmisítették Tweedmouth-t, de Eduárd nem tett semmit, hogy megvédje. Ugyanezen a napon a skótoknak sikerült ellátmányt vinniük Berwickbe. Douglas ezután Bamburgh felé indult, ahol a király felesége tartózkodott. Eduárd tudta, hogy a vár kiállja a skót ostromot, és nem mozdult Berwicktől.
Mivel a határidő lejárt, Eduárd utasítást adott Thomas Seton felakasztására a várfal előtt. Alexander Seton, hogy megmentse a túszok életét, új egyezséget ajánlott, miszerint átadja a várat, ha július 20-áig nem érkezik meg a felmentő sereg. Miután Archibald Douglas megkapta a hírt a megállapodásról, serege Berwickhez indult.

## Az ütközet
A skót sereg közeledésének hírére az angolok védekező pozíciót vettek fel Berwicktól mintegy három kilométerre északnyugatra, a Halidon-hegy északi lejtőin. Előttük egy széles láp terült el, amelyen a skótoknak át kellett vágniuk. Douglas június 19-én reggel érte el a hegyet. Az angol sereg balszárnyát Edward Balliol, centrumát III. Eduárd, jobbszárnyát pedig a király nagybátyja, Thomas Brotherton, Norfolk grófja irányította. A skótok nagy számbeli fölényben voltak, de a csatatér az angoloknak kedvezett. A megállapodás miatt a skótoknak mindenképpen vállalniuk kellett a csatát, mert egyébként át kellett volna adniuk Berwicket.
A skót sereg délután megindította a rohamot. A balszárnyat Archibald Douglas, a centrumot II. Dávid unokatestvére, Robert Stewart, a jobbszárnyat pedig John Randolph, Moray 3. grófja vezette. Amikor a skótok elég közel értek, az angol íjászok lőni kezdték őket. A nyílzáporban a skótok súlyos veszteségeket szenvedtek. Először Moray érte el az angolokat, majd Steward bocsátkozott kézitusába. Őket követte a skót balszárny. Moray emberei hamar menekülni kezdtek, és a pánik végigsöpört a skót seregen. Az angolok nyeregbe ültek, és lóháton kezdték üldözni a menekülőket. Archibald Douglas elesett, Berwick pedig másnap megadta magát.
A csatatéren hat gróf, hetven báró, ötszáz lovag és négyezer katona maradt holtan. A csata után Balliol Berwicket és a határon fekvő birtokokat átengedte Eduárdnak. Ez nyilvánvalóvá tette, hogy a skót-angol háború folytatódni fog. Eduárd visszavonult Angliába, Balliolra bízva a skót ellenállás felszámolását. Az ütközetben használt taktika később a Crécynél és a Poitiers-nél vívott csatát is az angolok számára döntötte el.